# Echanella hirsutipennis
Echanella hirsutipennis är en fjärilsart som beskrevs av Robinson 1975. Echanella hirsutipennis ingår i släktet Echanella och familjen nattflyn. Inga underarter finns listade i Catalogue of Life.